# R-360 Neptuno
El R-360 Neptuno (en ucraniano: Р-360 «Нептун», romanizado:  R-360 "Neptún" ) es un misil de crucero antibuque ucraniano costero desarrollado por la empresa estatal ucraniana de armamentos Luch y basado en el misil antibuque soviético Kh-35, con un alcance y una electrónica sustancialmente mejoradas. El misil fue diseñado para destruir buques de guerra de superficie y buques de transporte con un desplazamiento de hasta 5000 toneladas, ya sea en convoyes o desplazándose individualmente. El misil entró en servicio con la Armada de Ucrania en marzo de 2021.

## Desarrollo
El misil fue mostrado por primera vez al público durante la exhibición "Weapons and Security 2015" en Kiev. Las primeras pruebas de vuelo del misil se realizaron el 22 de marzo de 2016, con la presencia del secretario del Consejo Nacional de Seguridad y Defensa (NSDC), Oleksandr Turchínov. A mediados de 2017, los misiles se probaron simultáneamente con las pruebas del Complejo de Misiles Vilkha. Los resultados de las pruebas no se publicaron. Según el servicio de prensa del Consejo Nacional de Seguridad y Defensa, las primeras pruebas de vuelo exitosas del misil se realizaron el 30 de enero de 2018, y el 17 de agosto de 2018, el misil logró alcanzar con éxito un objetivo a una distancia de 100 kilómetros (62 millas) en el sur del Óblast de Odesa. El 6 de abril de 2019, el misil se probó nuevamente con éxito y alcanzó objetivos durante sus pruebas cerca de Odesa. Según el presidente Petró Poroshenko, el sistema Neptuno se entregaría a las fuerzas armadas de Ucrania en diciembre de 2019. 
Después de la retirada tanto de los Estados Unidos como de la Federación de Rusia del Tratado sobre Fuerzas Nucleares de Rango Intermedio, Ucrania anunció que estaba considerando desarrollar misiles de crucero de alcance intermedio. Los analistas consideraron que un misil Neptuno de alcance extendido era un candidato para tal esfuerzo. En 2020, el comandante de la Armada de Ucrania planteó que con el alcance de 300 km de los misiles Neptuno, Ucrania podría atacar los accesos a Sebastopol y reconquistar la Crimea.

## Historia operacional
En marzo de 2021, la Armada de Ucrania obtuvo sus primeras unidades del misiles RK-360MC Neptuno. El 13 de abril de 2022, durante la invasión rusa de Ucrania, fuentes ucranianas afirmaron que el crucero ruso Moskvá había sido alcanzado por dos misiles Neptuno, lo que provocó una explosión de sus municiones a bordo. El Ministerio de Defensa de Rusia declaró por su parte, pero sin discutir la causa, que un incendio había provocado la explosión de municiones y que la tripulación había sido evacuada por completo del buque. Luego se informó que el barco todavía se encontraba a flote, pero más tarde los medios estatales rusos informaron que se había hundido debido a las inclemencias del tiempo, mientras se encontraba siendo remolcado.

## Galería

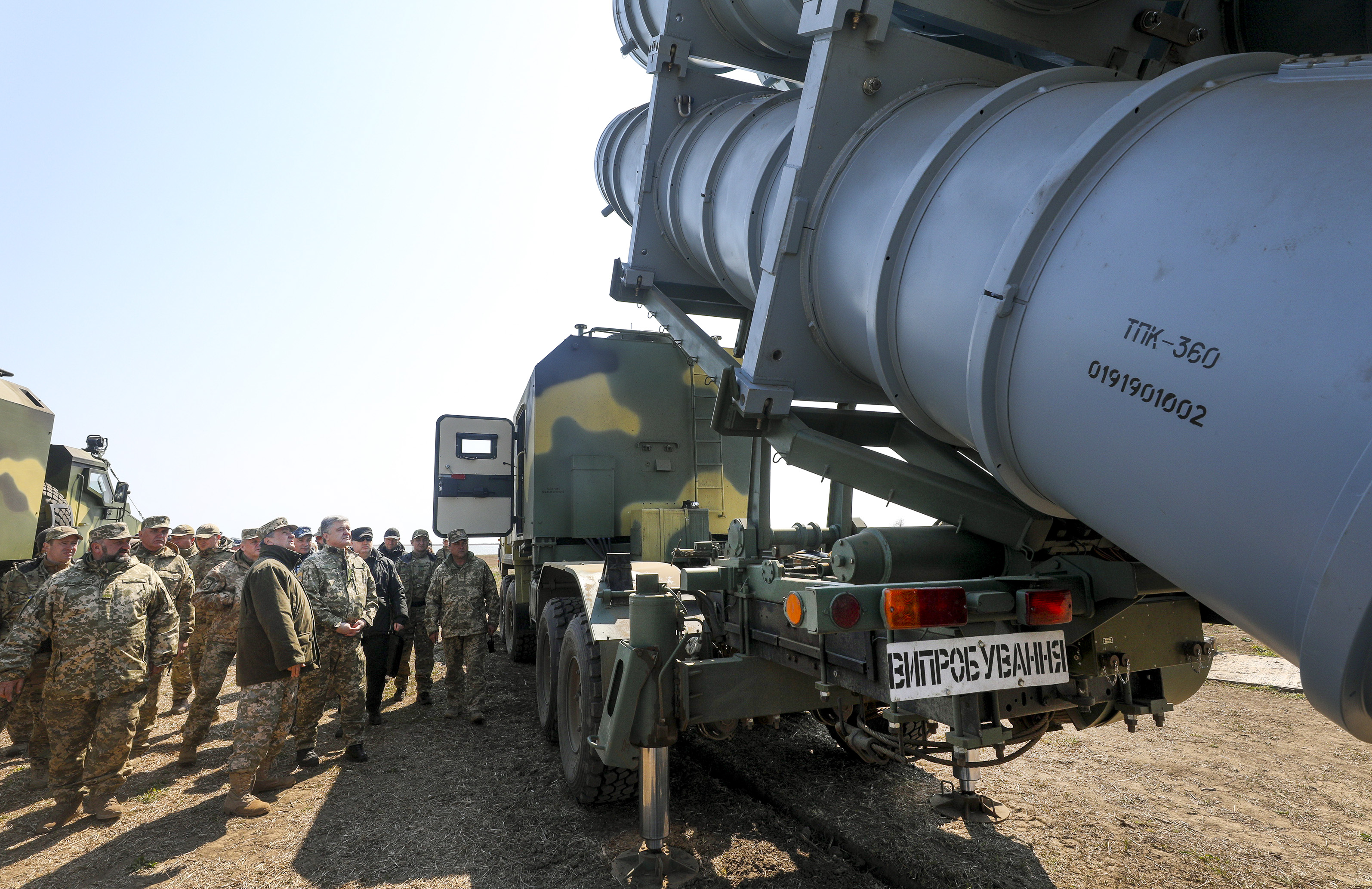
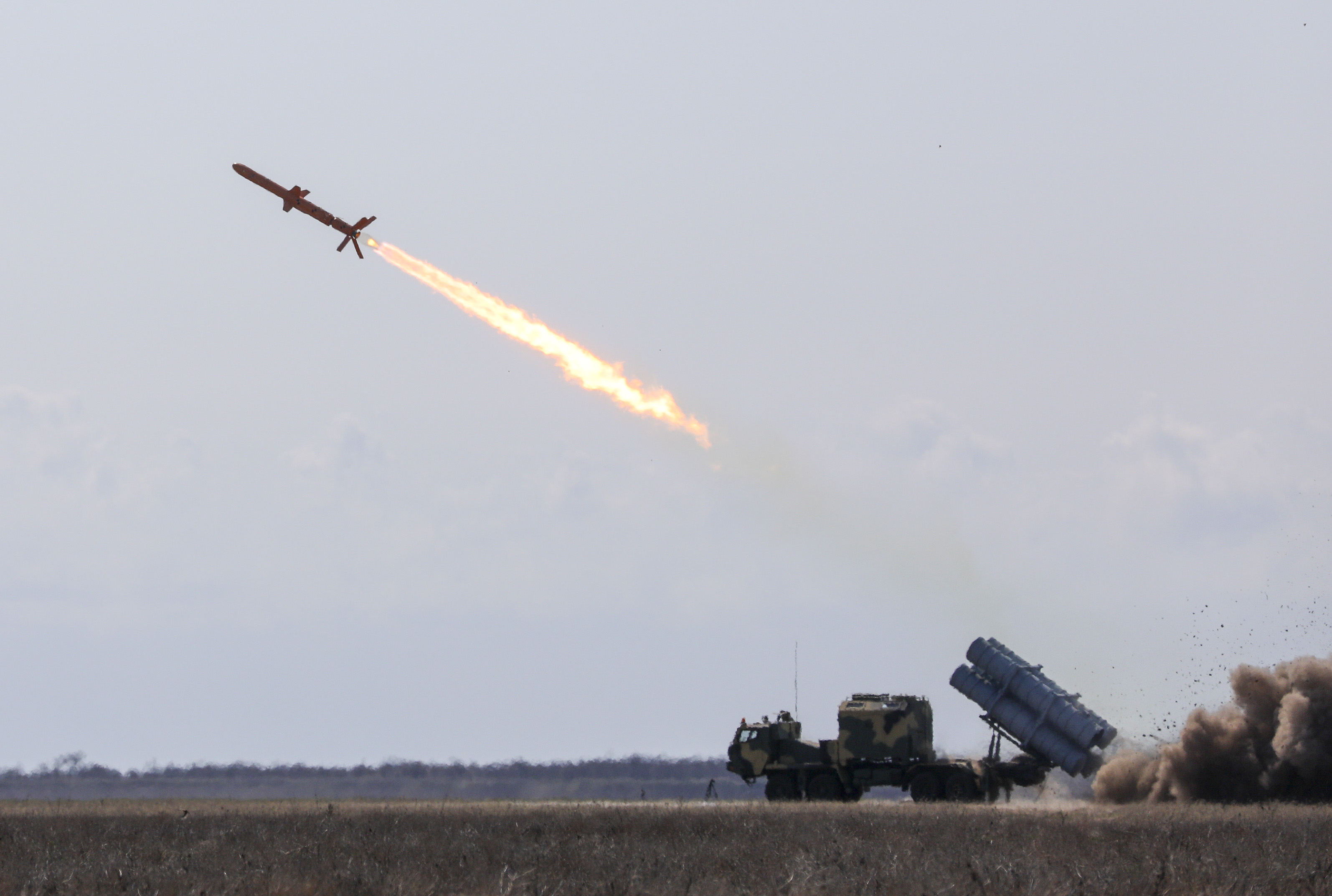
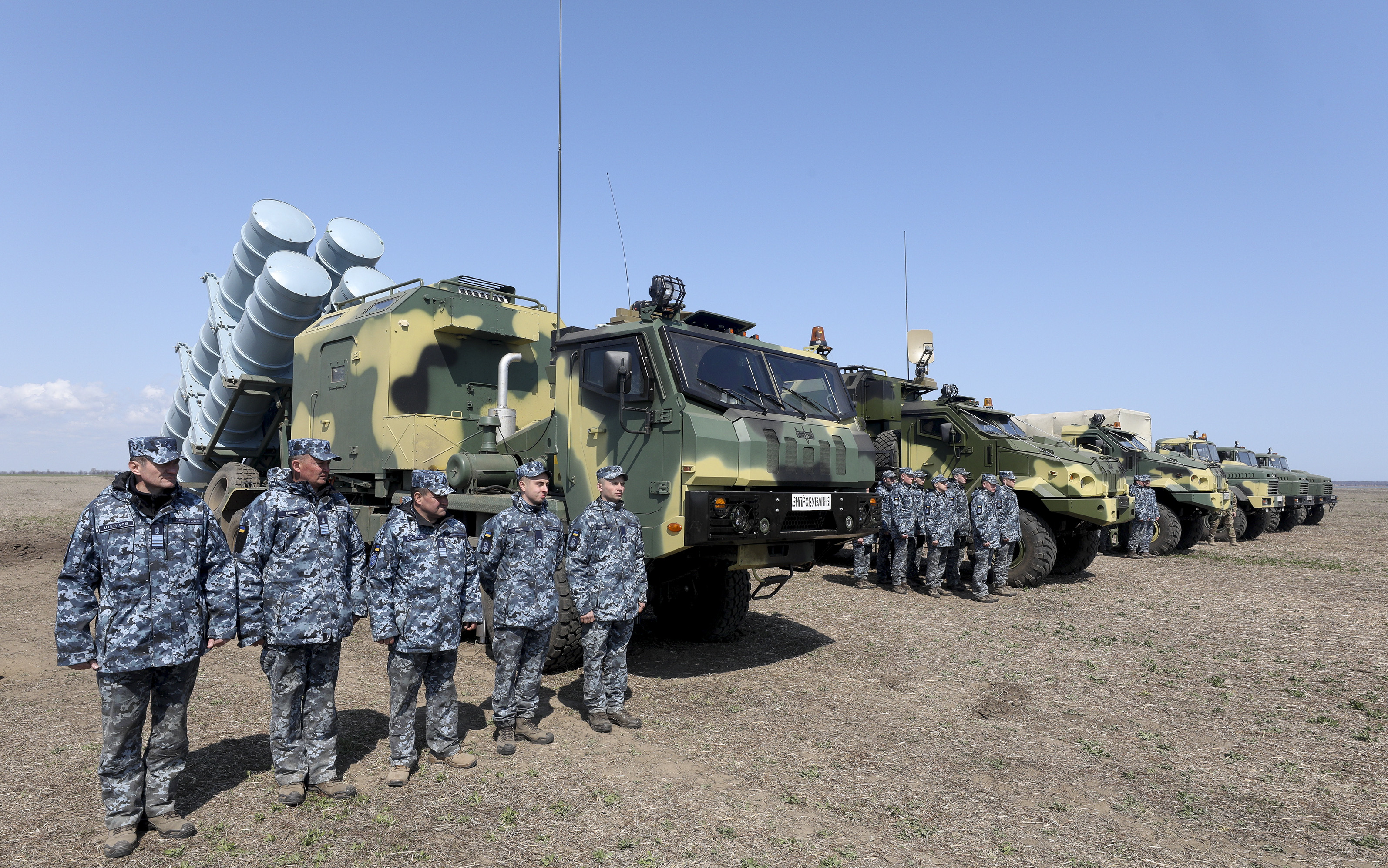

## Operadores
Ucrania
- Armada de Ucrania